# ループレヒト2世 (プファルツ選帝侯)
ループレヒト2世（Ruprecht II., 1325年5月12日 - 1398年1月6日）は、プファルツ選帝侯（在位：1390年 - 1398年）。

## 生涯
ライン宮中伯アドルフとイルメンガルト・フォン・エッティンゲンの長男として生まれた。
父が1327年に死亡した時、まだ1歳と幼かったため、ライン宮中伯（後にプファルツ選帝侯）は2人の叔父ルドルフ2世、ループレヒト1世が相次いで継承した。1390年にローマ王ヴェンツェルの承認のもとに、ループレヒト1世亡き後の選帝侯位を継承した。1391年、ユダヤ人を異端の罪で領内から追放し、没収した財産をハイデルベルク大学に寄贈した。1395年、選帝侯領の統一を目的とした、いわゆる「Rupertinische Konstitution」を発布し、帝国自由都市ネッカーゲミュントを併合した。
1398年死去、選帝侯位は3男ループレヒト3世が継承、後にローマ王ループレヒトとして即位した。

## 子女
1345年にシチリア王ピエトロ2世の娘ベアトリーチェ（ベアトリクス）と結婚し、4男3女をもうけた。
1. アンナ（1346年 - 1408年） - ベルク公ヴィルヘルム1世と結婚
2. フリードリヒ（1347年 - 1395年）
3. ヨハン（1349年 - 1395年）
4. マティルド（1350年 - 1378年） - シゴスト・フォン・ロイヒテンベルクと結婚
5. エリーザベト（1351年 - 1401年）
6. ループレヒト（1352年 - 1410年） - プファルツ選帝侯、ローマ王
7. アドルフ（1355年 - 1358年）